# 达玛璘 (车臣汗)
达玛璘（？—1751年），喀尔喀蒙古车臣汗部人，博尔济吉特氏。清朝第八任车臣汗。车臣汗乌默客的孙子，车臣汗衮臣次子。
雍正十三年（1735年）堂叔车臣汗垂扎布去世，达玛璘袭封车臣汗。乾隆元年（1736年），选兵赴鄂尔坤防秋。乾隆六年（1741年），乾隆帝命参赞大臣都统塔尔玛善察阅防秋兵於塞勒壁口。乾隆十三年（1748年），选驼五百运归化城米赴塔密尔军营。乾隆十六年（1751年）达玛璘去世，儿子嘛呢巴达喇袭封车臣汗。乾隆三十二年（1767年），嘛呢巴达喇去世，达玛璘次子车布登扎布袭封车臣汗。